# Urocystales
Urocystales é uma ordem de fungos da classe Ustilaginomycetes, no subfilo Ustilaginomycotina de Basidiomycota. Todosos respresentantes desta ordem são parasitas de plantas com flor. Possuem poucas características comuns, e todos com excepção de Mycosyrinx formam haustórios. Trata-se de um grupo monofilético.